# TRAPPIST-1b
TRAPPIST-1b, ook aangeduid als 2MASS J23062928-0502285 b, is een voornamelijk rotsachtige, Venus-achtige exoplaneet die rond de ultrakoele dwerg TRAPPIST-1 draait, die ongeveer 40,7 lichtjaar van de Aarde verwijderd is in het sterrenbeeld Waterman. De planeet werd ontdekt met de overgang-methode, waarbij een planeet het licht van de ster verduistert wanneer hij voor haar langs trekt. Het werd voor het eerst aangekondigd op 2 mei 2016, en tussen 2017 en 2018 konden meer studies zijn fysieke eigenschappen achterhalen.
De planeet heeft ongeveer dezelfde massa als de aarde, maar is ongeveer 12% groter. Zijn relatief lage dichtheid, samen met spectroscopische waarnemingen, hebben bevestigd dat het een extreem dikke en hete atmosfeer heeft. Waarnemingen gepubliceerd in 2018 suggereerden aan dat de atmosfeer van TRAPPIST-1b veel groter was dan die van de Aarde of Venus, en ook zeer heet was en mogelijk rijk aan CO2. Studies hebben gesuggereerd dat de planeet te heet is om de vorming van zwavelzuurwolken mogelijk te maken die op Venus worden gevonden, de heetste planeet in het zonnestelsel. Nieuwe metingen in 2023 met de James Webb-ruimtetelescoop lieten echter zien dat deze planeet geen atmosfeer heeft.

## Kenmerken

### Massa, straal en temperatuur
TRAPPIST-1b lijkt qua massa, straal en zwaartekracht veel op de aarde. Hij heeft een straal van 1,121 aardstralen, een massa van 1,02 aardmassa, en ongeveer 81% van de oppervlaktezwaartekracht van de aarde. De dichtheid van de planeet wijst er echter op dat hij niet geheel rotsachtig is. Met een dichtheid van 3,98 g/cm³ moet ongeveer ≤ 5% van zijn massa uit water bestaan, waarschijnlijk in de vorm van een dikke Venus-achtige atmosfeer, omdat hij bijna 4 keer zoveel energie ontvangt als de Aarde. De oppervlaktetemperatuur van de planeet wordt geschat op 750 K (477 °C) tot 1.500 K (1.230 °C), mogelijk zelfs tot 2.000 K (1.730 °C). Dit is veel heter dan het oppervlak van Venus en kan heet genoeg zijn dat het oppervlak gesmolten lava is.

### Baan
TRAPPIST-1b draait zeer dicht om zijn ster. Eén baan duurt slechts 36 uur, of ongeveer 1,51 aardse dagen. Hij draait op ongeveer 0,0115 AE van zijn ster, slechts 1,2% van de afstand tussen de aarde en de zon. De nabijheid van zijn ster betekent dat TRAPPIST-1b waarschijnlijk aan een zijdelings systeem is gebonden. Hij heeft ook een zeer cirkelvormige baan, met een excentriciteit van 0,00622, aanzienlijk cirkelvormiger dan de baan van de Aarde.

### Ster
TRAPPIST-1b draait om de ultrakoele dwergster TRAPPIST-1. Hij heeft een massa van 0,089 zonsmassa's en is slechts 0,121 zonstralen groot, met een oppervlaktetemperatuur van 2511 K en een leeftijd tussen 3 en 8 miljard jaar. Ter vergelijking: de Zon heeft een oppervlaktetemperatuur van 5778 K en is ongeveer 4,5 miljard jaar oud. TRAPPIST-1 is ook erg zwak, met een lichtkracht van ongeveer 0,0005 maal die van de zon. Hij is te zwak om met het blote oog te worden waargenomen, met een schijnbare magnitude van 18,80.

### Atmosfeer
De gecombineerde transmissie-spectra van TRAPPIST-1 b en c sluiten een wolkenloze waterstof-gedomineerde atmosfeer uit voor beide planeten, dus het is onwaarschijnlijk dat ze een uitgebreide gasatmosfeer hebben. Andere atmosferen, van een wolkvrije waterdampatmosfeer tot een Venus-achtige atmosfeer, blijven consistent met de karakterloos spectra.
In 2018 werd de atmosfeer van de planeet beter onderzocht door de Spitzer Space Telescope en bleek deze vrij groot en heet te zijn. Het transmissiespectrum van de planeet en de verfijnde dichtheidsschatting suggereren twee hoofdmogelijkheden voor de atmosfeer: een die rijk is aan koolstofdioxide, en een die rijk is aan waterdamp. De meest waarschijnlijke CO2-atmosfeer zou een schaalhoogte hebben van ongeveer 52 km (die van de Aarde is 8 km, en die van Venus 15,9 km) en een gemiddelde temperatuur van meer dan 1400 K, veel hoger dan haar evenwichtstemperatuur van 391,8 K. Een waterdampatmosfeer zou een schaalhoogte van > 100 km en een temperatuur van >1.800 K (1.530 °C) moeten hebben om de variaties te produceren die gezien worden in de doorgangsdiepten van de planeet en zijn transmissiespectrum. Andere bronnen voor de waargenomen effecten, zoals nevels en dikke wolken, zouden een nog grotere atmosfeer vereisen.
Metingen in 2023 suggereerden dat de planeet geen atmosfeer zou hebben.